# Giuseppe Venturoli
Giuseppe Venturoli (21. ledna 1768 Bologna – 19. října 1846) byl italský inženýr.
Roku 1817 byl jmenován papežem Piem VII. ředitelem Scuola degli Ingegneri v Římě. Zabýval se hlavně hydraulikou. Jako první analyzoval proudění v potrubí a nejednotný průtok v kanálech.
Byl členem Accademia dei Quaranta.
Na počátku 19. století vytvořil návrh Cimitero Monumentale della Certosa di Bologna.

## Dílo
- Elementi di meccanica e d'idraulica, 1817
- Elogio del celebre professore Luigi Galvani, 1840